# Resguardo de Rentas
Resguardo de Rentas era «el principal cuerpo de vigilancia fronteriza durante el Antiguo Régimen». Un cuerpo móvil, con una estructura militar, que vigilaban costas y campos buscando contrabandistas y contrabando. «Normalmente los guardas y oficiales del resguardo eran militares, pero sometidos a la autoridad del juez subdelegado».

## Historia
Tuvieron su principal desarrollo y presencia durante el siglo XVIII. Fueron creados para «proteger las rentas reales de las prácticas ilícitas que menguaban su rendimiento». Ante la incapacidad de sus estructuras para combatir el creciente fraude que se sucedía por todo el territorio peninsular del reino de España tuvieron diversas reformas conociéndose las de Andalucía, Cataluña, Extremadura, Murcia, Navarra, Valencia y las llamadas Provincias Exentas (Provincias Vascongadas).
Estructuralmente la Dirección General de Rentas nombraba un administrador general que ejercía la máxima autoridad. En el caso de Cataluña, por ejemplo, existían varias zonas con gran presencia de estos funcionarios. En Barcelona había 69 puestos (54,8%), en el costa 34 (27%) y en la frontera francesa 23 (18,2%). Esta situación muestra la deficitaria distribución facilitando que en la frontera crecieran las operaciones fraudulentas.
| Distrito    | Empleados | %     | Valor sueldo (reales de vellón) | %     |
| ----------- | --------- | ----- | ------------------------------- | ----- |
| Aragón      | 170       | 4,42  | 368.297                         | 3,35  |
| Burgos      | 41        | 1,07  | 79.010                          | 0,72  |
| Cantabria   | 103       | 2,68  | 287.697                         | 2,61  |
| Cataluña    | 484       | 12,59 | 1.067.440                       | 9,70  |
| Cordón Ebro | 273       | 7,10  | 707.303                         | 6,43  |
| Galicia     | 230       | 5,98  | 454.985                         | 4,14  |
| Granada     | 264       | 6,89  | 741.935                         | 6,74  |
| Extremadura | 503       | 13,09 | 1.593.715                       | 14,48 |
| León        | 85        | 2,21  | 168.700                         | 1,53  |
| Murcia      | 221       | 5,75  | 492.987                         | 4,48  |
| Navarra     | 226       | 5,88  | 708.520                         | 6,44  |
| Salamanca   | 22        | 0,57  | 51.357                          | 0,47  |
| Sevilla     | 758       | 19,72 | 3.220.968                       | 29,27 |
| Soria       | 55        | 1,43  | 148.920                         | 1,35  |
| Valencia    | 304       | 7,91  | 674.724                         | 6,13  |
| Zamora      | 104       | 2,71  | 236.627                         | 2,15  |
| TOTAL       | 3.844     | 100   | 11.002.645                      | 100   |

El Resguardo se financiaba mediante partida presupuestaria de las rentas y a través de los comisos de mercancías realizados, teniendo que pagar con estos ingresos al personal y a los confidentes y denunciantes.
En 1820 la estructura organizativa estaba compuesta por 13 comandantes, 5.040 miembros de infantería y 900 de caballería. Además, para puertos, se contaban con 80 patrones de barco y 620 miembros de tripulación (marineros y artilleros).
El Resguardo de Rentas fue sustituido en el siglo XIX por el Cuerpo de Carabineros. Por real decreto de 9 de marzo de 1829 se crea el Cuerpo de Carabineros de Costas y Fronteras, con las funciones de seguridad y vigilancia de las costas y fronteras y de represión del contrabando.